# Ka’iba
Ka’iba (arab. كعيبة) – wieś w Syrii, w muhafazie Aleppo. W 2004 roku liczyła 572 mieszkańców.